# Gnypeta atrolucens

Gnypeta atrolucens  (лат.) — вид коротконадкрылых жуков из подсемейства Aleocharinae. Северная Америка.

## Распространение
Канада (Квебек, Лабрадор), США (Нью-Йорк).

## Описание
Мелкие коротконадкрылые жуки, длина тела 3,2—3,4 мм. Основная окраска тёмно-коричневая до чёрной (иногда центральная часть надкрылий и лапки красновато-коричневые). Опушение желтовато-серое, длинное и плотное. Ширина пронотума на 1/3 меньше чем ширина надкрылий, по длине надкрылья также крупнее (на 1/5). 8—9-й членики усиков субквадратные или вытянутые, а 5—7-й членики вытянутые. Усики 11-члениковые. Передние лапки 4-члениковые, средние и задние лапки 5-члениковые (формула 4-5-5). Тело тонко  пунктированное, блестящее. Активны с июля по август.
Вид был впервые описан в 1894 году  американским энтомологом Томасом Кейси (Thomas Lincoln Casey, Jr., 1857 —1925) по материалам из США, а его валидный статус был подтверждён в ходе ревизии, проведённой в 2008 году канадскими энтомологами Яном Климашевским (Jan Klimaszewski; Laurentian Forestry Centre, Онтарио, Канада) и Реджинальдом Уэбстером.